# Icovelauna
Icovelauna (Icovellauna) foi uma deusa céltica cultuada na Gália. Seus lugares de culto incluíam um templo octagonal em Le Sablon em Metz, originalmente construído sobre uma nascente, da qual cinco inscrições dedicadas a ela foram recuperadas; e Tréveris, onde Icovelauna foi honrada em uma inscrição no complexo do templo de Altbachtal.A[›] Ambos os lugares se espalham pelo vale do Mosela da Gália oriental, nos quais agora se encontra a Lorena na França e a Renânia-Palatinado na Alemanha.[carece de fontes?]
No templo em Metz, uma escada em espiral, conduzia para baixo ao nível d´água, permitindo aos devotos deixar ofertas na nascente e/ou apanhar água. Uma estatueta de um gaulês local Mercúrio estava entre os ex-votos depositados no santuário.
Seguindo Joseph Vendryes, Miranda Green interpreta a raiz gaulês ico- como "água" e caracteriza Icovelauna como uma "deusa-da-água" que "presidia o ninfeu em Sablon na bacia do Mosela, um local de nascente termal". Xavier Delamarre, entretanto, considera esta interpretação ser muito improvável; no campo puramente etimológico, sugere que ico- possa ser o nome de um pássaro, talvez um pica-pau. A raiz uellauno- foi variadamente interpretada, porém a interpretação como "chefe, comandante" recentemente encontrou apoio; ver Vellauno.

### Leitura avançada
- J-M. Demarolle. "Les eaux et le sacré dans la Lorraine antique". In L'eau en Gaule, rites sacrés et thermalisme. Dossiers d'Archéologie n° 174, 1 September 1992.